# Glykophorine
Glykophorine sind integrale Membranproteine in der Zellmembran von Erythrozyten. Glykophorine sind die häufigsten Transmembranproteine der menschlichen Erythrozyten. Sie sind stark glykosyliert und tragen (neben weiteren Glykoproteinen sowie Glykolipiden) zu den negativen Ladungen an der Oberfläche der Erythrozytenmembran bei. Diese Ladung verhindert durch Abstoßung anderer negativ geladener Moleküle Wechselwirkungen mit anderen Blutbestandteilen und Endothelzellen. Glykophorine sind über die Adapterproteine Ankyrin, Bande-4.1-Protein, und Actin mit Spektrinfilamenten verknüpft.
Glykophorine werden von dem Malariaerreger Plasmodium falciparum genutzt, um in die Erythrozyten zu gelangen.
Vier Glykophorine sind beim Menschen bekannt:
- Glykophorin A
- Glykophorin B
- Gylkophorin C
- Glykophorin E

## Weitere Literatur
- C. Bauer, W. Wuillemin: Blood, Plasma Proteins, Coagulation, Fibrinolysis, Comprehensive Human Physiology and Thrombocyte Function. In: Comprehensive Human Physiology. 1996.  S. 1651-1677. doi:10.1007/978-3-642-60946-6_84